# ReiRay
ReiRay（レイレイ）は、日本のポップ・ロックデュオ。2021年9月結成。前身バンドはFAITH。

## 来歴
ReiRayという名前はメンバー2人の名前が"レイ"であることから名付けられた。
中学生の時に長野県伊那市にあるライブハウス「伊那GRAMHOUSE」にて出会い、前身バンドFAITHを結成。
洋楽ポップスサウンドに影響を受けたフロウをベースに、ヒップホップやバラード、正統派ロックサウンドなど幅広いジャンルを歌う。
音楽×趣味を掲げて現在SNSで身近なものを使って音楽を奏でる“フィールドレコーディング”を披露している。
2022年6月 インフルエンサーカップル“ゆたせな”に"New World"を楽曲提供し、2022年8月 自身の作品としては初の1st Digitai Single "Typhoon" リリース。2022年11月 楽曲初コラボをAlina Saito(斎藤アリーナ)と行う。

## メンバー
ヤジマレイ(Rei Yajima) Vocal, Guitar
- 1999年10月5日生まれ、ギターはレフティ。 グルーヴィな歌とギターリズム感に定評あり。
- 作曲時にはメロディを担当することが多い。
- 趣味はキャンプ・サウナ・観葉植物(特にアガベ) ・料理・サッカー・アニメ鑑賞・漫画鑑賞。

レイ キャスナー(Ray Kastner) Vocal, Guitar
- 2000年1月4日生まれ、音楽のルーツはポップ・パンク、ヒップホップ。ラップも担当している。
- 作曲時にはトラックメイク、アレンジを担当することが多い。
- 趣味はキャンプ・サウナ・観葉植物（特にパキポディウム）・スケートボード・スタンダップコメディ鑑賞・映画鑑賞。

## ディスコグラフィ
| リリース日     | 種別       | タイトル                    | 備考        |
| -------------- | ---------- | --------------------------- | ----------- |
| 2022年8月31日  | 1st Single | Typhoon                     | Music Video |
| 2022年9月23日  | 2nd Single | Skate Girl(                 |             |
| 2022年11月16日 | 3rd Single | Free Ride(with Alina Saito) |             |

## ライブ
| 開催日         | 種別             | タイトル                   | 会場・備考                                     |
| -------------- | ---------------- | -------------------------- | ---------------------------------------------- |
| 2022年11月18日 | 自主企画(対バン) | -A Place in the Sun vol.1- | 東京・新代田 FEVER w/ Swagcky, THE LOCAL PINTS |
| 2023年4月21日  | 自主企画(対バン) | -A Place in the Sun vol.2- | 東京・渋谷 GRIT at Shibuya w/ macico, and more |